# Tipula (Hesperotipula) chlorion
Tipula (Hesperotipula) chlorion is een tweevleugelige uit de familie langpootmuggen (Tipulidae). De soort komt voor in het Nearctisch gebied.